# Washpool-Nationalpark
Der Washpool-Nationalpark (engl. Washpool National Park) ist ein Nationalpark im australischen Bundesstaat New South Wales, der etwa 80 km von Glen Innes und 90 km von Grafton entfernt liegt. Sydney liegt etwa 500 km entfernt.
Der Park wurde 1983 unter Schutz gestellt und umfasst etwa 58.678 ha.

## Allgemeines
Der Park ist geprägt durch steile Schluchten, klare Gewässer und ausgedehnte Regenwälder. Diese Wälder gehören zu den ungestörtesten und artenreichsten in New South Wales. Er beherbergt das größte Vorkommen der Baumart Coachwood (Ceratopetalum apetalum) auf der Welt.

## Geschichte
Die Ausweisung des Nationalparks war zunächst recht umstritten, insbesondere da die Forstbestände als potentielle Rohstoffquelle für die Holzproduktion galten. Es setzte sich jedoch die Erkenntnis durch, dass diese einzigartige Naturlandschaft dauerhaft erhalten bleiben muss, weshalb 1983 die Ausweisung als Nationalpark erfolgte.

## Tierwelt
Besonders in den Parkbereichen mit alten und abgestorbenen Bäumen bietet der Park einen wichtigen Lebensraum für bedrohte Säugetiere wie die Hastings River Mouse (Pseudomys oralis). Andere bemerkenswerte Arten sind der Koala, der Riesenbeutelmarder, Parmawallaby, Rotes Rattenkänguru, die Kaninchenkänguruart Potorous tridactylus und die Kleine Schmalfußbeutelmaus.
Über 140 Vogelarten wurden bisher im Park nachgewiesen, darunter der Rostdickichtvogel und der Riesenkauz (Ninox strenua).
Die heimische Tier- und Pflanzenwelt wird durch verwilderte Hunde, Katzen, Schweine, Ziegen und eingeführte Füchse und Hirsche bedroht.

## Tourismus
Im Park bieten sich Wandermöglichkeiten in unterschiedlicher Länge und Schwierigkeit von kurzen Spaziergängen bis mehrtägigen Touren. Es gibt auch verschiedene Rast- und Campinggelegenheiten.

## Weitere Schutzkategorien
Im Jahre 1986 wurde der Nationalpark als Teil der Gondwana-Regenwälder Australiens UNESCO-Weltnaturerbe und 2007 in die Australian National Heritage List eingetragen.